# Hoàng Quyên
 Hoàng Lệ Quyên, conocida artíticamente como Hoàng Quyên (n. 19 de octubre de 1992), es una cantante vietnamita. Participó en el evento musical de "Vietnam Idol" en el 2012. Salió en segundo lugar en este evento, tras competir con el cantante Ya Suy, aunque también contó con el apoyo del público quienes la escucharon cantar. Además ella es hija de una familia de músicos.

## Biografía
Hoàng Quyên nació en el distrito de Đại Từ, provincias de Thái Nguyên. Desde pequeña mostró su interés por la música. Siendo aún pequeña, ella empezó a competir en un concurso de canto llamado "Tone Pink", que estaba dirigidos a niños interesados a descubrir su talento como ser la música. Este evento difundido a nivel anacional, ella interpretó su primer tema musical titulado "Grateful Vo Thi Sau", canción que por primera vez le abrió las puestas para convertirse en una cantante profesional. Antes de llegar a Vietnam Idol, ella tuvo la oportunidad de ser una de las artistas invitadas por reconocidos músicos, en una gira de conciertos, acompañó a Le Minh Hijo Road, quien compuso sus propios temas musicales para que lo cantara en vivo junto a Hoàng Quyên.

## En Vietnam Idol
Hoàng Quyên es dueña o propietaria de su propia voz y talento, durante la competencia en este evento musical no fue nada fácil para ella para ubicarse entre los primeros lugares. Al principio del concurso no había impresionado todavía al público, principalmente al público joven. De acuerdo a la evaluación de los jueces, tuvo varias noches para ensayar y así lograr captar la atención del público mejorando sus debilidades frente a un escenario. A pesar de haber salido en segundo lugar, igualmente se ganó la admiración y el respeto del público, pues ese fue el primer inicio para lanzarse como cantante profesional. 
Tras darse a conocer como cantante, entre sus canciones que la llevaron al éxito destacan los siguientes temas musicales como: Và em có anh, Mong anh về, Ngày hôm nay, Chuông gió, Mùa cây trổ lá, Đừng buồn phiền, Chiếc lá vô tình, Những lời buồn, Hẹn gặp lại anh, Bàn tay trắng, Giấc mơ của tôi, Move, I will be there, Try it on my own, Bay (song ca cùng thí sinh Bảo Trâm), Thềm nhà có hoa (song ca cùng thí sinh Hương Giang) y entre otros éxitos más de su carrera musical.